# Министерство обороны Таджикистана
Министерство обороны Таджикистан (тадж. Вазорати мудофиаи Ҷумҳурии Тоҷикистон) — является основным ведомством в Таджикистане, которое курирует Таджикскую национальную армию, мобильные войска, национальную гвардию, пограничные войска и военно-воздушные силы. Он также курирует закупку оборудования для таджикских военных.

## История
Указом Президента Республики Таджикистан от 4 января 1992 года было образовано Министерство обороны Республики Таджикистан.

## Список министров обороны
- генерал-лейтенант Муминжан Мамаджанович Мамаджанов (1992—1993) (Председатель Комитета Обороны Республики Таджикистан)
- полковник Александр Владимирович Шишлянников (1993—1995)[2][3]
- генерал-полковник Шерали Хайруллоевич Хайруллоев (1995—2013)[4]
- генерал-полковник Шерали Мирзо (2013—2025)[5][6]
- генерал-лейтенант Эмомали Собирзода (2025 — н. в.)[7]

## Образование
- Военный институт Республики Таджикистан
- Военный лицей Минобороны Республики Таджикистан имени генерал-майора М. Тошмухамадова